# Manuel Schmid (Handballspieler)
Manuel Schmid (* 5. November 1993 in Bregenz) ist ein österreichischer Handballspieler.

## Karriere
Schmid spielte in seiner Jugend für Alpla HC Hard, ab der Saison 2013/14 lief der Rechtshänder für die Vorarlberger in der Handball Liga Austria auf. Ab der Saison 2015/16 war der Rückraumspieler an Handball Tirol verliehen. Während Schmid anfangs für die zweite Mannschaft geplant war, lief er aufgrund einiger Verletzter bald in der ersten Mannschaft auf und konnte sich dort in Folge etablieren. 2018 kehrte Schmid wieder zu seinem Jugendverein zurück. Mit Alpla HC Hard gewann er in der Saison 2020/21 die österreichische Meisterschaft. Nach der Saison 2021/22 beendet er seine Profikarriere. Anschließend legte er seinen Fokus auf seine berufliche Laufbahn und schloss sich dem Schweizer Verein HC Arbon an.

## HLA-Bilanz
| 2013/14   | Alpla HC Hard                                                   | HLA                                                             |                                                                 | 0                                                               | 0/0                                                             | 0                                                               |                                                                 |                                                                 |                                                                 |                                                                 |
| 2014/15   | Alpla HC Hard                                                   | HLA                                                             |                                                                 | 6                                                               | 0/0                                                             | 6                                                               |                                                                 |                                                                 |                                                                 |                                                                 |
| 2015/16   | Handball Tirol                                                  | HLA                                                             |                                                                 | 73                                                              | 0/0                                                             | 73                                                              |                                                                 |                                                                 |                                                                 |                                                                 |
| 2016/17   | Handball Tirol                                                  | HLA                                                             |                                                                 | 44                                                              | 0/0                                                             | 44                                                              |                                                                 |                                                                 |                                                                 |                                                                 |
| 2017/18   | Handball Tirol                                                  | HLA                                                             | 29                                                              | 42                                                              | 0/0                                                             | 42                                                              |                                                                 |                                                                 |                                                                 |                                                                 |
| 2019/20   | Saison aufgrund der COVID-19-Pandemie in Österreich abgebrochen | Saison aufgrund der COVID-19-Pandemie in Österreich abgebrochen | Saison aufgrund der COVID-19-Pandemie in Österreich abgebrochen | Saison aufgrund der COVID-19-Pandemie in Österreich abgebrochen | Saison aufgrund der COVID-19-Pandemie in Österreich abgebrochen | Saison aufgrund der COVID-19-Pandemie in Österreich abgebrochen | Saison aufgrund der COVID-19-Pandemie in Österreich abgebrochen | Saison aufgrund der COVID-19-Pandemie in Österreich abgebrochen | Saison aufgrund der COVID-19-Pandemie in Österreich abgebrochen | Saison aufgrund der COVID-19-Pandemie in Österreich abgebrochen |
| 2020/21   | Handball Tirol                                                  | HLA                                                             | 30                                                              | 17                                                              | 0/0                                                             | 17                                                              |                                                                 |                                                                 |                                                                 |                                                                 |
| 2013–2021 | gesamt                                                          | HLA                                                             |                                                                 | 182                                                             | 0/0                                                             | 182                                                             |                                                                 |                                                                 |                                                                 |                                                                 |

## Privates
Sein Bruder Dominik Schmid ist ebenfalls Handballspieler und steht zurzeit bei Alpla HC Hard unter Vertrag.